# Katitzi
Katitzi (romskt smeknamn för Katarina, kati=katarina, katitzi= lilla kati) är huvudpersonen i en självbiografisk serie barn- och ungdomsböcker av Katarina Taikon. Serien följer Katitzi från sjuårsåldern upp till övre tonåren och vänder sig till läsare i ungefär Katitzis ålder. De första lämpar sig därför för relativt små barn medan de senare, som behandlar Katitzis barnäktenskap, hennes missfall och den romska rättegång som löser henne ur äktenskapet, snarare är ungdomsböcker.
Tecknaren Björn Hedlund ritade och överförde under 1970-talet Katitzi till en tecknad serie, publicerad i Kamratposten, och i en egen serietidning (8 nummer) utgiven av Williams Förlag. 1979 samlades serien i tre album utgivna på av Bonniers Juniorförlag: "Barnhemsflickan", "Zigenarflickan" och "Hjältinnan".
Ulf Andrée gjorde 1979 en TV-serie baserad på böckerna om Katitzi (se Katitzi (TV-serie)) med Bo Löfberg som producent. Sedan 2008 finns även den första Katitziboken översatt till Katarina Taikons modersmål romanès (kalderash) av sångaren/författaren Hans Caldaras. 
Böckerna i serien gavs under 2010-talet ut på nytt av Natur & Kultur. Texterna är redigerade av Lawen Mohtadi, dels för att byta ut gammaldags ord mot nyare diton, dels för att rätta till felaktigheter i interpunktion och grammatik, och dels för att byta ut ordet "zigenare" mot "romer" då ordet används av romer, även om "zigenare" har fått står kvar oförändrat då icke-romer använder det, för att inte dölja hur språkbruket såg ut på den tiden. Böckerna har fått nya illustrationer av Joanna Hellgren.
En utställning som hette "Katitzis resa genom Sverige" anordnades av Tensta konsthall 2012–2013.
I Skellefteå, där Katarina Taikon bodde i  fosterhem, finns sedan 2015 Katitzis gata uppkallad efter henne.

## Boklista
- Katitzi. Tyresö: Zigenaren. 1969. Libris 8211689
- Katitzi och Swing. Stockholm: Gidlund. 1970. ISBN 91-7021-068-3
- Katitzi i ormgropen. Stockholm: Gidlund. 1971. Libris 8224961
- Katitzi rymmer. Stockholm: Gidlund. 1971. Libris 8224960
- Katitzi, Rosa och Paul. Stockholm: Zigenaren. 1972. Libris 8220144
- Katitzi i Stockholm.. Stockholm: Zigenaren/Grafisk konsult. 1973. Libris 8379553. ISBN 91-85226-00-9
- Katitzi och Lump-Nicke. Stockholm: Tai-Lang. 1974. Libris 8379555. ISBN 91-85226-02-5
- Katitzi i skolan. Stockholm: Tai-Lang. 1975. Libris 8379556. ISBN 91-85226-03-3
- Katitzi Z-1234. Nacka: Tai-Lang. 1976. Libris 8379557. ISBN 91-85226-04-1
- Katitzi barnbruden. Nacka: Tai-Lang. 1977. Libris 8379558. ISBN 91-85226-05-X
- Katitzi på flykt. Nacka: Tai-Lang. 1978. Libris 8379564. ISBN 91-85226-11-4
- Katitzi i Gamla sta'n. Nacka: Tai-Lang. 1979. Libris 8379565. ISBN 91-85226-12-2
- Uppbrott. Nacka: Tai-Lang. 1980. Libris 8379566. ISBN 91-85226-13-0

Bilderböcker om Katitzi med illustrationer av Lisbeth Holmberg-Thor
- Katitzi, det brinner. Stockholm: Bonniers juniorförl. 1981. Libris 8354555. ISBN 91-48-50435-1
- Katitzi kommer hem. Stockholm: Bonniers juniorförl. 1981. Libris 8354554. ISBN 91-48-50433-5